# Philippe de Zara
Pour les articles homonymes, voir Zara.
Philippe de Zara (Smyrne, 14 avril 1893 - Paris 16e, 20 janvier 1955) est un journaliste, romancier et écrivain de voyage français. Son livre de voyage intitulé Autour de la mer latine a remporté le prix Montyon de l'Académie française en 1934. Il a été le corédacteur en chef de la revue fasciste Le Front latin de 1935 à 1940.

## Œuvres
- Philippe de Zara, Autour de la mer latine. Orient-Italie-Tunisie, Nouvelles Editions latines, 1933 (OCLC 493630918, lire en ligne)
- Philippe de Zara, Mustafa Kemal: Dictateur, Fernand Sorlot, 1936 (OCLC 491637111, lire en ligne)
- Philippe de Zara, Mustafa Kemal: Dictateur, Fernand Sorlot, 1936 (OCLC 491637111, lire en ligne)